# Oscinella varicornis
Oscinella varicornis är en tvåvingeart som först beskrevs av Lamb 1912.  Oscinella varicornis ingår i släktet Oscinella och familjen fritflugor.
Artens utbredningsområde är Seychellerna. Inga underarter finns listade i Catalogue of Life.